# Андреїс
Андреїс (італ. Andreis, вен. Andreis) — муніципалітет в Італії, у регіоні Фріулі-Венеція-Джулія,  провінція Порденоне.
Андреїс розташований на відстані близько 480 км на північ від Рима, 115 км на північний захід від Трієста, 29 км на північ від Порденоне.
Населення — 266 осіб (2014).
Щорічний фестиваль відбувається 8 вересня. Покровитель — Santa Maria delle Grazie.

## Демографія
Населення за роками:

Станом на 1 січня 2023 року в муніципалітеті офіційно проживало 12 іноземців з 6 країн, серед них 5 громадян країн Євросоюзу.

## Сусідні муніципалітети
- Барчис
- Фризанко
- Маніаго
- Монтереале-Вальчелліна